# ياسر يهنعم
 ياسر يهنعم (نحو 235م - 317م): ملك سبأ وذو ريدان، من أشهر ملوك العرب، وأحد رجالات الدهر. وهو الذي وطد دولة سبأ وذو ريدان، وطرد الأحباش من جنوب الجزيرة العربية، بعد أن أدخلهم علهان نهفان أعوانًا لبني همدان، ثم ما لبثوا أن أصبحوا فاتحين.ولما توطد الملك لياسر يهنعم بطرد الأحباش، أشرك ابنه الشاب شمر يهرعش في الحكم، ثم توجه إلى مأرب، وضمها لملكه، وكان دخوله مأرب بمثابة إعلان لتوحيد دولتي سبأ وذي ريدان من جديد وبصفة نهائية، وباستلامه مقاليد الحكم في قصر سلحين، انتهى أهم وأكبر صراع داخلي في جنوب الجزيرة العربية بين كل من سبأ وذو ريدان.وفي ياسر يهنعم يقول الشاعر:«ياسر الخير ومنعامه، ومدعم الملك على كل حال».
تولى ياسر يهنعم الحكم بعد الملك كرب إل أيفع حوالي العام 267م، وأقدم نقش مؤرخ تم العثور عليه خلال عهد الملك ياسر يهنعم كان مؤرخاً بسنة 198 في تقويم ردمان الموافق سنة 272 ميلادي.وآخر نقش مؤرخ لهذا الحاكم - خلال فترة حكمه الثانية - كان بسنة 426 في التقويم الحميري الموافق لسنة 316 ميلادي.وفي عهد الملك ياسر يهنعم سجلت أقدم وثيقة توحيدية في مملكة سبأ، وهي تشير إلى "رب السماء". ويعد التقرب إلى "إله السماء" بدلاً من الإله مقة، تحولاً دينياً جديد سجل في عصر ياسر يهنعم حوالي العام 314 ميلادي.
ينقسم حكم الملك ياسر يهنعم إلى فترتين، الفترة الأولى حكم فيها منفرداً من حوالي العام 267 وحتى 275م تقريباً، ثم أشرك ابنه الشاب شمر يهرعش معه في الحكم، وتم العثور على خمسة نقوش مؤرخة لياسر يهنعم وابنه شمر يهرعش، النقش الأول والأقدم كان في شهر ذو مهلة سنة 385 حـ في التقويم الحميري الموافق شهر نوفمبر سنة 275م،والنقش الثاني مؤرخ في شهر ذو المعين سنة 389 حـ في التقويم الحميري الموافق مارس سنة 279م،والنقش الثالث مؤرخ في شهر ذو الثابة سنة 392 حـ في التقويم الحميري الموافق أبريل 282م،والنقش الرابع مؤرخ سنة 316 بتقويم مضحي/نبط الموافق سنة 286م تقريباً،والنقش الخامس مؤرخ في شهر ذي القيظ سنة 396 حـ في التقويم الحميري الموافق يونيو 286 ميلادي.
حوالي العام 287م نجد ياسر يهنعم يتنحى عن الحكم لأسباب غير معلومة حتى الآن، ويتفرد ابنه شمر يهرعش بالحكم في النقوش المؤرخة حتى سنة 312م، ليظهر بعد ذلك ياسر يهنعم في الحكم من جديد.وقد ذهب العلماء ريكمانس وألبرت جام إلى أن ياسر يهنعم حكم مع ابنه شمر يهرعش في بادئ الأمر حكمًا مشتركًا، ثم انفرد ابنه بالحكم وأخذه لنفسه إلى أن مات، فعاد الحكم إلى أبيه ياسر يهنعم،ويعارض فون ويسمان وكريستيان روبن هذا الرأي، إذ يرونه تفسيرًا غريبًا، ويقتضي أن يكون عمر ياسر إذن عمرًا طويلًا جدًّا، وجعلوا ملكاً آخر سموه "ياسر يهنعم الثاني" حكم بعد شمر يهرعش، ولا يزال رأيهما محل خلاف بين العلماء، والراجح عودة ياسر يهنعم إلى الحكم لتقارب الزمن.
الفترة الثانية لحكم ياسر يهنعم (312م - 317م)، وهي نحو خمسة سنوات، اتخذ فيها لقب (ملك سبأ وذى ريدان وحضرموت ويمنت)، وشاركه في المُلك بنوه، إلا أنه لم يعمر طويلا، ويتضح من مشاركة بنوه له أن كان طاعناً في السن لا يستطيع إدارة الدولة لوحده. وشاركه في أول الأمر ابنه (ثأران أيفع) ولهما معاً خمسة نقوش،ويؤرخ عهدهما نصاً وضع في عام 424 في التقويم الحميري الموافق 314م.وفي حوالي العام 315م، أشرك ياسر يهنعم ابنه الآخر (ذرأ أمر أيمن)، ويوثق عهدهما ثلاثة نقوش،ولهما معاً نقش مؤرخ بسنة 426 في التقويم الحميري الموافق سنة 316 ميلادي.وفي عهد ياسر وابنه ذرأ أمر أيمن، تمردت حضرموت ضد حكومة سبأ، فأرسل إليهم ياسر يهنعم حملة بقيادة (سعد تالب الجدني)، والذي استطاع إخماد الثورة، وأسر زعماء التمرد، وفيهم أفصى بن جمان وجشم بن مالك مع مجموعة من الحضرميين، وأودعوا في السجون.
يذكر مؤرخو العرب أن ياسر ينعم كان معاصراً للملك سليمان بن داود، وهو عم أو ابن عم الملكة الأسطورية بلقيس زوجة سليمان، ونسب الأخباريون إلى "ياسر ينعم" الغزوات والفتوح، زعموا أنه جمع حميرَ وقبائل قحطان، وخرج بالجيوش إلى المغرب حتى بلغ البحر المحيط، وأضافوا له شعرًا، فيه فخر وفيه حماسة، زعموا أنه قاله. وتنقض الآثار ما يقال من أن " ياسر ينعم " كان معاصراً لسليمان أو أنه قام بفتوح خارج جنوب الجزيرة العربية.

## نسبه
- ياسر ينعم بن عمرو ذو الأذعار بن العبد ذو الأشرار بن أبرهة ذو المنار بن الحارث الرائش بن قيس بن صيفي بن سبأ الأصغر بن كعب بن زيد بن سهل بن عمرو بن قيس بن معاوية بن جشم بن عبد شمس بن وائل بن الغوث بن حيدان بن قطن بن عريب بن زهير بن الغوث بن أيمن بن الهميسع بن حمير بن سبأ بن يشجب بن يعرب بن قحطان، هكذا نسبه ابن إسحاق والشرقي بن القطامي وابن الكلبي ونشوان الحميري.[23][24][25][26]
- ناشر النعم (الحارث) بن عمرو بن يعفر بن العبد ذي الأذعار بن أبرهة ذو المنار بن الحارث الرائش بن قيس بن صيفي بن سبأ الأصغر بن كعب بن زيد بن سهل بن عمرو بن قيس بن معاوية بن جشم بن عبد شمس بن وائل بن الغوث بن حيدان بن قطن بن عريب بن زهير بن الغوث بن أيمن بن الهميسع بن حمير بن سبأ بن يشجب بن يعرب بن قحطان، وهو قول النسابة محمد بن حبيب البغدادي.[27]

وزعم أبو محمد الهمداني أن يهنعم بإضافة الهاء هو للتفخيم، والأصل ينعم، وقال: «يهنعم فإنه ينعم، إلا أنهم يفخمون بالهاء ويبالغون فيما ظهر من الأشياء واستعظم ، فيقولون يهنعم».

## سيرته

### طرد الأحباش
استغل ياسر يهنعم عدم قيام حرب بين الريدانيين والسبئيين ما بين العام (270م و272م)، فوجه كامل نشاطه للقضاء على الأحباش ومناصريهم أثر قيام (Datawnas) وابنه (ZQRNS) ملكي الحبشة وحلفاؤهم ذو معافر وسهرة باختراق جديد لأرض حمير، وصلت به قواتهم ومناصريهم إلى وادي خبان في جنوبي العاصمة ظفار يريم، فصدرت الأوامر من ياسر يهنعم لقائده (خطين أوكن) قيل معاهر وذي خولان لصد التقدم الحبشي، فعسكر بقبيلته والحميريين أمام الأحباش وتراشق معهم بالسهام لمدة ثلاثة أشهر، فانسحب الأحباش صوب وادي بنا، فتبعهم الحميريين والتحموا معهم في معركة كبيرة، وغلبوهم وأجبروهم على الانسحاب نحو معسكرهم في اضطراب. ثم رقى ياسر يهنعم القيل خطين أوكن بعد هذا النجاح فجعله قيلاً لشعب مقرا، فقام بغزوه مع شعبه الجديد، فهاجموا الأحباش ومناصريهم في عدة معارك، فهزموهم وأجبروهم على الاستسلام.
ويتحدث (خطين أوكن) قائد قوات الملك ياسر يهنعم عن معارك عنيفة مع قوات ملكي الحبشة (Datawnas) و(ZQRNS) في ميناء عدن والمناطق المحيطة بها، حيث تمكن الحميريين من هزيمة أعدائهم، وطردهم إلى البحر بعد أن أصابوهم بخسائر فادحة. وبذلك، قضى ياسر يهنعم على النفوذ الحبشي في جنوب الجزيرة العربية بعد أن استمر نحو سبعين عاماً (النقش: MAFRAY-al-Miʿsāl 5).

### توحيد سبأ وذو ريدان
في عهد ياسر يهنعم وابنه شمر يهرعش انتهى الصراعي السبئي الريداني بوصول ذي ريدان إلى عرش مأرب، وجاء في النقش (Ir 14): «ياسر يهنعم وابنه شمر يهرعش ملكي سبأ وذي ريدان، قدما للآلهة تماثيل من البروز، وذلك حمداً على ما حققه لهم من أمنيات ورغبات طلباها منه في اليوم الذي انتقلا فيه من القصر ريدان في ظفار إلى سلحين في مأرب».
وتحققت بذلك صيغة ملك سبأ وذي ريدان بصورة قطعية ونهائية، وكان آخر ملوك سبأ هو نشأ كرب يأمن يهرحب ابن إل شرح يحضب الثاني ابن فرع ينهب. وأصبحت مأرب منذ دخول الحميريين إحدى المدن الحميرية، وحلت محلها مدينة ظفار يريم عاصمة للحميريين التي صارت عاصمة لسبأ وذي ريدان.

### هوامش
1. ↑  سيطرت أكسوم على أجزاء من غرب وجنوب غرب شبه الجزيرة العربية كان فيما بين (200م - 275م) وفق رأي كريستيان روبن (Arabia and Ethiopia, pp.277). واستمر وجودهم اثنين وسبعين سنة وفق تقدير وهب بن منبه والمصادر العربية الكلاسيكية (انظر: المسالك والممالك 1/ 280)، وهو ما وافقت عليه السجلات الأركيولوجية، حيث قدر نفوذهم ما بين العام (200م - 272م) طالع النقش المؤرخ (MAFRAY-al-Miʿsāl 5). نسخة محفوظة 2023-12-18 على موقع واي باك مشين.
2. ↑  آخر نقش مؤرخ للملك شمر يهرعش مؤرخ في شهر ذو المبكر سنة 421 حـ في التقويم الحميري الموافق مايو سنة 311 ميلادي (النقش المؤرخ: MB 2004 I-123 نسخة محفوظة 26 ديسمبر 2023 على موقع واي باك مشين.).
3. ↑  ويعود النص (Ir 29) إلى عهد ياسر يهنعم وأبنه ذرأ أمر أيمن (نحو 315م - 317)، وهو نص كتبه رجل يدعى "شرح عثت" من قبيلة صوبان. وتجدر الإشارة إلى أن " شرح عثت الصوباني" كان أحد رجالات شمر يهرعش، وهو الذي بعثه شمر يهرعش إلى قيصر ملك الشام في سنة 421 حـ في التقويم الحميري الموافق مايو سنة 311 ميلادي (النقش المؤرخ: MB 2004 I-123 نسخة محفوظة 26 ديسمبر 2023 على موقع واي باك مشين.).